# 氷上町
氷上町（ひかみちょう）は、かつて兵庫県氷上郡にあった町。2004年（平成16年）11月1日、氷上郡6町が合併して丹波市が発足し、氷上町は廃止された。

## 地理
中山間地帯。雲海の美しさで知られ、子午線（東経135度線）が通る町でもある。土人形の稲畑人形は兵庫県伝統工芸品や丹波市重要無形文化財に指定されている。
山岳
- 五台山 (654.6m)
- 向山 (569.0m)
- カヤマチ山 (748.6m)
- 篠ヶ峰 (827.0m)
- 安全山 (537m)

河川
- 高谷川
- 黒井川

### 石生の水分れ
氷上町を流れる高谷川は加古川を通じて瀬戸内海に注ぎ、氷上町を流れる黒井川は由良川を通じて日本海に注ぐ。石生地区の標高95.45m地点には石生の水分れ（いそうのみわかれ）がある。瀬戸内海と日本海からほぼ等距離に位置し、本州一標高の低い谷中分水界である。

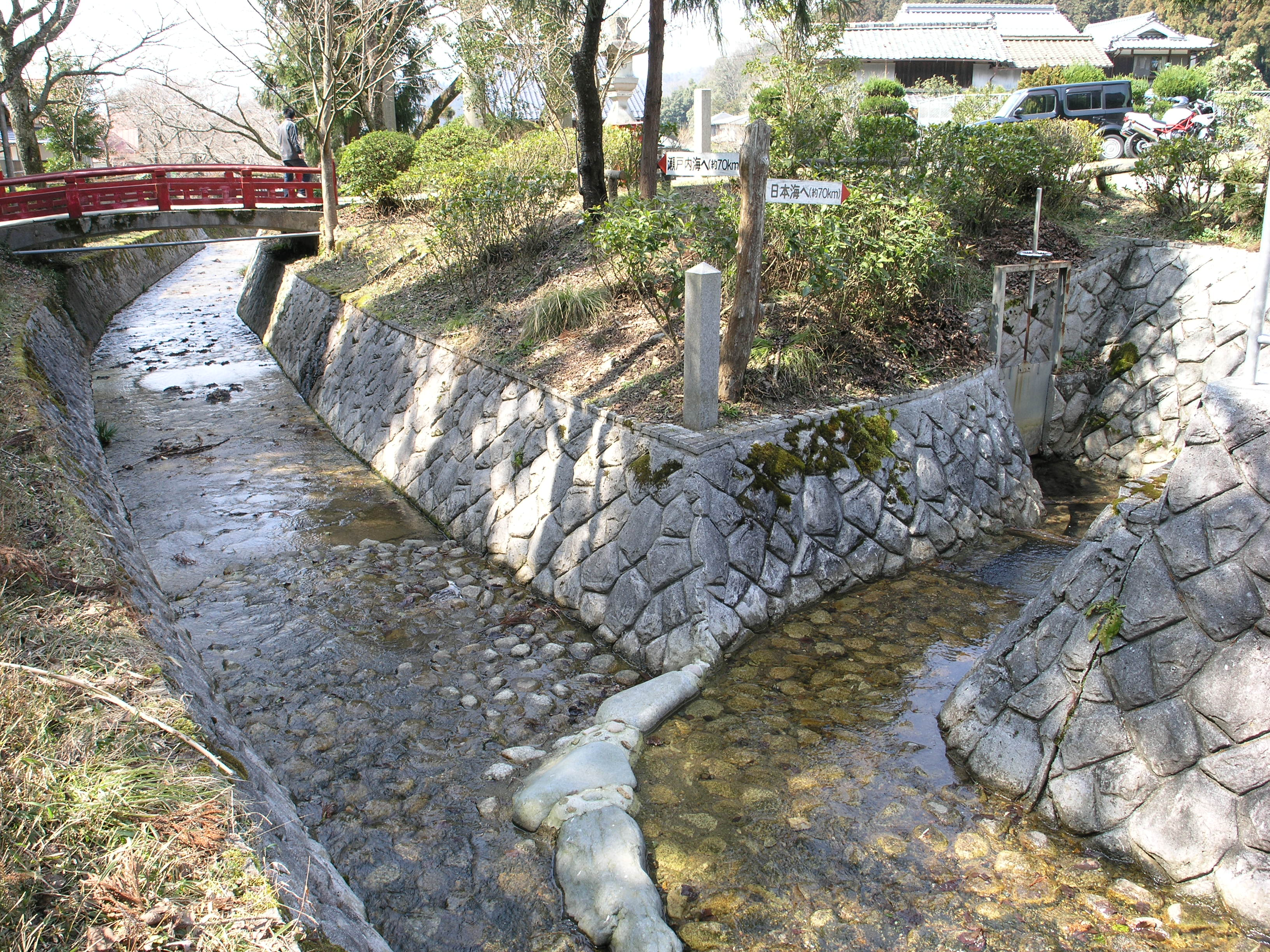
水分れ公園

### 隣接していた自治体
- 氷上郡市島町
- 氷上郡春日町
- 氷上郡柏原町
- 氷上郡山南町
- 氷上郡青垣町
- 多可郡加美町

## 歴史
- 1955年（昭和30年）7月23日 - 氷上郡成松町・沼貫村・葛野村・幸世村・生郷村が合併して氷上町が発足。
- 2004年（平成16年）11月1日 - 氷上郡氷上町・柏原町・青垣町・春日町・山南町・市島町が合併して丹波市が発足。同日氷上町廃止。

## 行政
- 町長：十倉昭三

## 教育

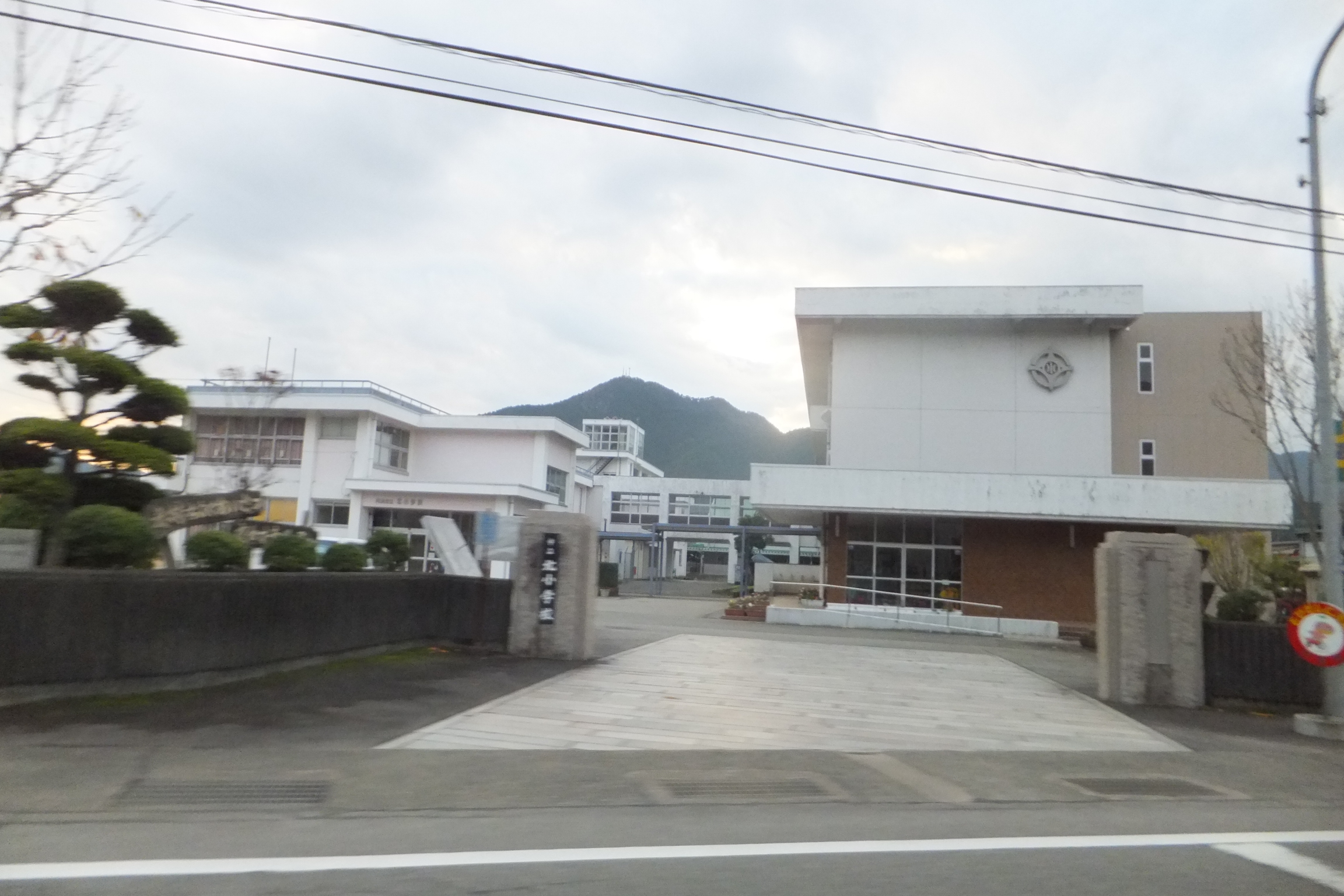
氷上町立北小学校

### 小学校
- 氷上町立北小学校
- 氷上町立中央小学校
- 氷上町立西小学校
- 氷上町立東小学校
- 氷上町立南小学校

### 中学校
- 氷上町立氷上中学校

## 交通

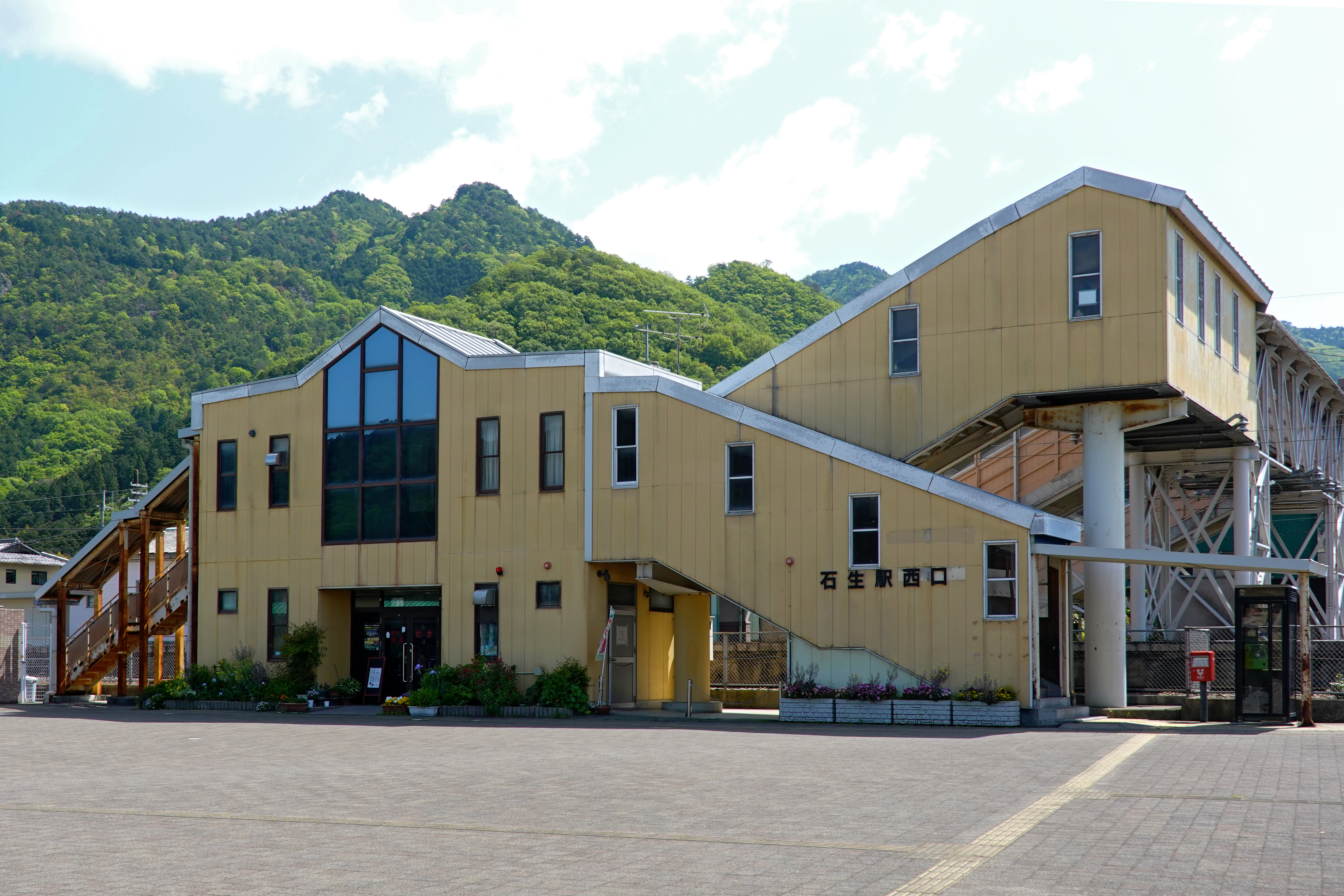
石生駅

### 鉄道
- JR福知山線：石生駅

### 道路
- 高速道路
  - 北近畿豊岡自動車道：氷上IC
- 国道
  - 国道175号
  - 国道176号
- 都道府県道
  - 兵庫県道7号青垣柏原線
  - 兵庫県道78号氷上加美線
  - 兵庫県道109号福知山山南線
  - 兵庫県道282号沼市島線
  - 兵庫県道291号奥野々氷上線
  - 兵庫県道285号賀茂春日線

## 娯楽

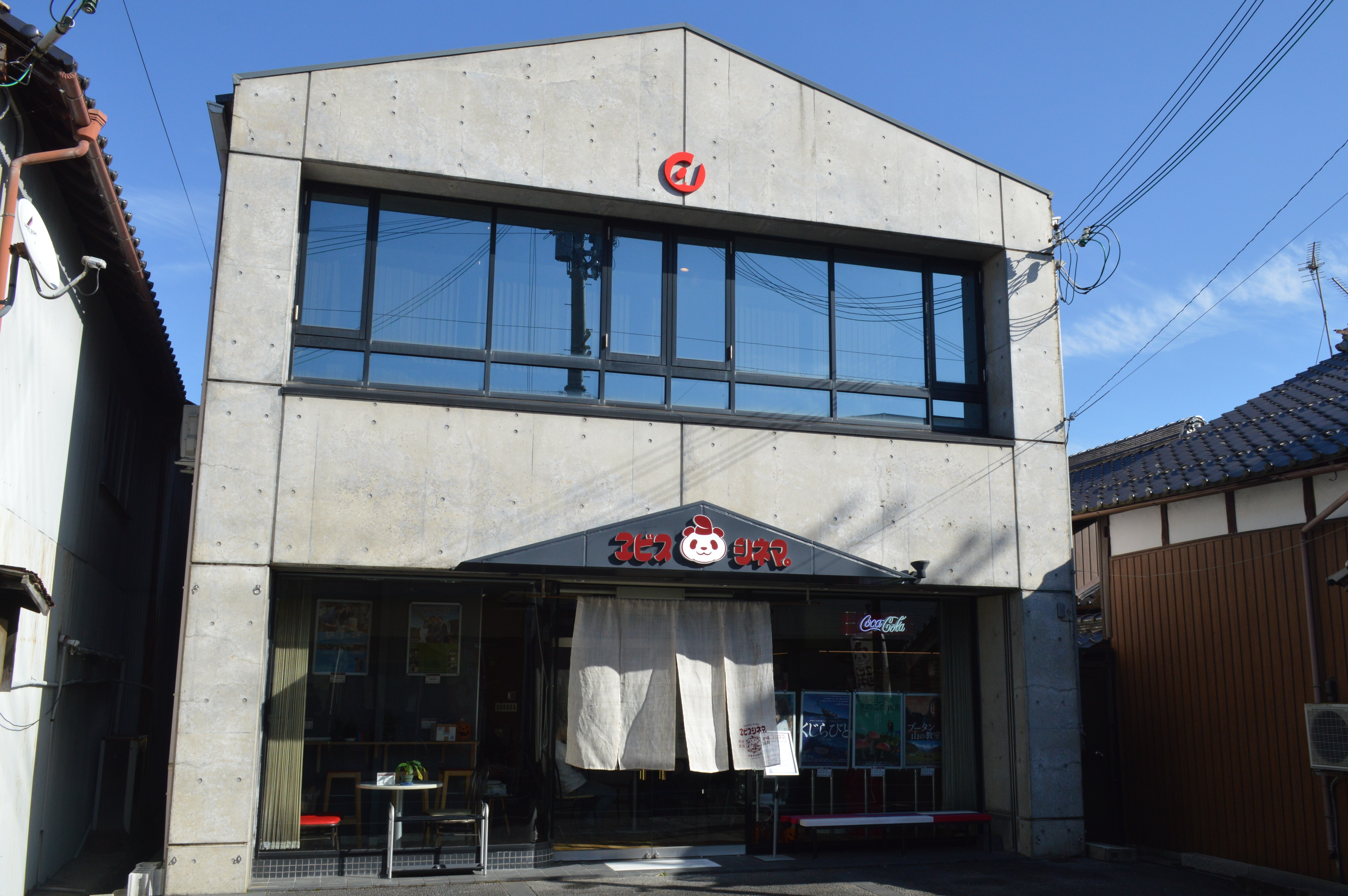
ヱビスシネマ。

日本の映画館数がピークを迎えた1960年（昭和35年）、氷上町成松には成松映画劇場（成映）と戎シネマ（エビス座）の2館の映画館があった。1961年（昭和36年）頃には戎シネマが閉館し、1965年（昭和40年）頃には成松映画劇場も閉鎖されたことで、氷上町成松から映画館がなくなった。
- 成松映画劇場 - 劇場・映画館。有馬郡三田町の芝居小屋を移築した建物とされる[3]。経営者は池田四郎であり、池田は兵庫県北部と鳥取県鳥取市で多数の映画館を経営していた。
- 戎シネマ - 映画館。1950年（昭和25年）に小南松太郎によって新築された映画館である[4]。2021年（令和3年）開館のヱビスシネマ。の名称の由来となった。

## 名所・旧跡・観光スポット
- 丹波市立植野記念美術館
- 石生の水分れ公園・水分かれ資料館

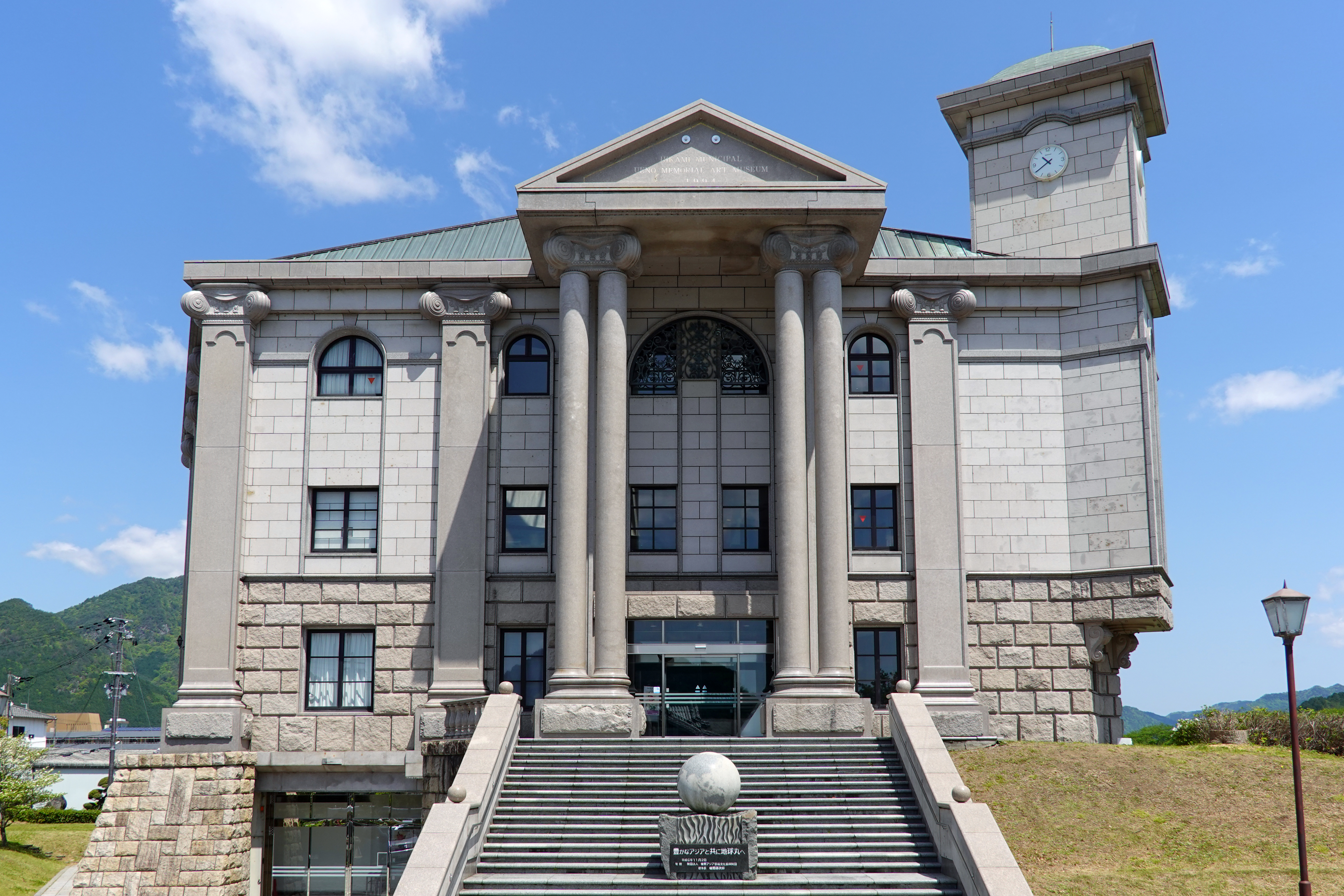
丹波市立植野記念美術館

- 創価学会関西池田記念墓地公園 - 桜並木で知られる。

## 出身有名人
- 有田喜一 - 政治家・防衛庁長官。
- 笑福亭由瓶 - 落語家。北地区出身。
- 安田鴨波 - 南画家。
- 安田栗郷 - 南画家。
- 谷垣譲 - 歌手・作曲家。